# 阿戈斯蒂诺·迪·杜乔
阿戈斯蒂诺·迪·杜乔（英語：Agostino di Duccio），（1418年—1481年），文艺复兴时期欧洲佛罗伦萨雕塑家。他也曾在里米尼的马拉泰斯塔圣堂（原为圣方济各教堂）工作。他的浅浮作品风格独特，但他的教育经历却于史无载。